# Rani
Rani là một thành phố và khu đô thị của quận Pali thuộc bang Rajasthan, Ấn Độ.

## Địa lý
Rani có vị trí 25°22′B 73°18′Đ / 25,37°B 73,3°Đ Nó có độ cao trung bình là 273 mét (895 feet).

## Nhân khẩu
Theo điều tra dân số năm 2001 của Ấn Độ, Rani có dân số 12.376 người. Phái nam chiếm 52% tổng số dân và phái nữ chiếm 48%. Rani có tỷ lệ 61% biết đọc biết viết, cao hơn tỷ lệ trung bình toàn quốc là 59,5%: tỷ lệ cho phái nam là 73%, và tỷ lệ cho phái nữ là 49%. Tại Rani, 16% dân số nhỏ hơn 6 tuổi.